# Guillem I Sanudo
Guillem Sanudo (?-1323) fou duc de Naxos, fill i successor de Marc II Sanudo el 1303.
Va intentar restablir la sobirania de les illes reconquerides als romans d'Orient que es consideraven feudatàries de Venècia i va capturar a Giacopo Barozzi, senyor de Santorini, però Venècia el va obligar a allibarar-lo. També va fracassar amb Amorgos. A Sifnos el senyor local Januli da Corogna es va declarar sobirà independent i el mateix va fer Januli Gozzadini a Anafe. El 1313 es van establir millors relacions amb Venècia. El 1317 el virrei català d'Atenes, Alfons Frederic, vicari general, va atacar Naxos i va conquerir l'illa de Melos en represalia pel suport del ducat als prínceps d'Acaia.
El nom de la seva dona no se sap. Va tenir sis fills (Nicolau, Joan, Marino, Marc, Pere i una filla) i a la seva mort el 1323 el va succeir el primer, Nicolau I Sanudo.